# Microregione di Serra do Pereiro
Serra do Pereiro è una microregione dello Stato del Ceará in Brasile, appartenente alla mesoregione di Jaguaribe.

## Comuni
Comprende 4 municipi:
- Ererê
- Iracema
- Pereiro
- Potiretama